# Emilia Zampetti Nava
Emilia Zampetti Nava (Camerino, 8 gennaio 1883 – Roma, 1970) è stata una pittrice italiana.

## Biografia
Dopo aver conseguito nelle Marche il diploma di maestra giardiniera, giunge a Roma nel 1900 per iscriversi all'Accademia di Belle Arti e la scuola annessa al Circolo Artistico Internazionale che aveva sede in via Margutta; ha modo così di frequentare l'ambiente artistico e culturale della capitale entrando a far parte del gruppo "In arte libertas"
Allieva del pittore e disegnatore Giuseppe Cellini prima e di Camillo Innocenti poi, stringe amicizia con Antonio Mancini, cui si ispira nella prima pittura , e con Duilio Cambellotti.
Espone regolarmente alle mostre annuali della Società degli Amatori e Cultori di Belle Arti dal 1907 al 1910, facendosi apprezzare per i ritratti e gli autoritratti, intensi, dipinti con vivace materia e libertà di colore, sebbene legati alla tradizione del realismo ottocentesco; in questo periodo la parte principale della sua produzione è composta di ritratti, tutti di persone appartenenti alla cerchia ristretta della famiglia e degli amici.
Negli anni '10, l'artista condivide il diffuso interesse per le arti applicate e realizza tende, stoffe, cuscini, coperte, paralumi e mobili di gusto austriaco, giocattoli, vasi e ciotole in ceramica e rame sbalzato.
Nel 1912 sposa il pittore argentino Hector Nava e si trasferisce in Sud America dove rimane sino alla fine della prima guerra mondiale; a Buenos Aires, nel 1915, espone al Salon Nacional de Belles Artes.
La coppia di pittori rientra in Italia nel 1919.
Assorbita dalle cure della famiglia, negli anni venti è praticamente inattiva.
Viaggia molto con il marito e la sorella. A Parigi, nel 1925, conosce Sonia Terk Delaunay e nel suo atelier studierà l'arte artigianata di avanguardia delle macchine.
Dal 1934, ripreso l'esercizio della pittura, si accosta ai modi dominanti della cosiddetta Scuola romana; incominciano in questo periodo le mostre, che, con ritmo quasi annuale, si protraggono fino al 1953. In questi anni al tema del ritratto si aggiunge la natura morta.
Nel 1940 muore il marito Hector.
Muore a Roma nel 1970.
Retrospettive dell'artista sono state allestite a Roma presso la Galleria "La Marguttiana" nel 1975 a alla Galleria dell'Emporio Floreale nel 1979.
Gran parte della sua opera, congiuntamente a quella del marito, Hector Nava, rimarrà di proprietà degli eredi per decenni prima di essere messa parzialmente in vendita presso la Casa D'Aste "Babuino" in Roma, a partire dai primi mesi del 2009.